# Erechthias thrasymacha
Erechthias thrasymacha är en fjärilsart som beskrevs av Edward Meyrick 1918. Erechthias thrasymacha ingår i släktet Erechthias och familjen äkta malar. Inga underarter finns listade i Catalogue of Life.